# Papillon (film fra 1973)
|  | For andre betydninger, se Papillon |
Papillon er en amerikansk film fra 1973, baseret på Henri Charrières autentiske bestseller af samme navn. Filmen har Steve McQueen og Dustin Hoffman i hovedrollerne og er instrueret af Franklin J. Schaffner.

## Medvirkende
- Steve McQueen som Henri 'Papillon' Charrière
- Dustin Hoffman som Louis Dega
- Victor Jory som Indian chief
- Don Gordon som Julot
- Anthony Zerbe som Toussaint Leper colony chief
- Robert Deman som André Maturette
- Woodrow Parfrey som Clusiot
- Bill Mumy som Lariot
- George Coulouris som Dr. Chatal
- Ratna Assan som Zoraima
- William Smithers som Warden Barrot
- Val Avery som Pascal
- Vic Tayback som Sergeant
- Fred Sadoff som Deputy Warden